# Bauernhaus-Museum Wolfegg

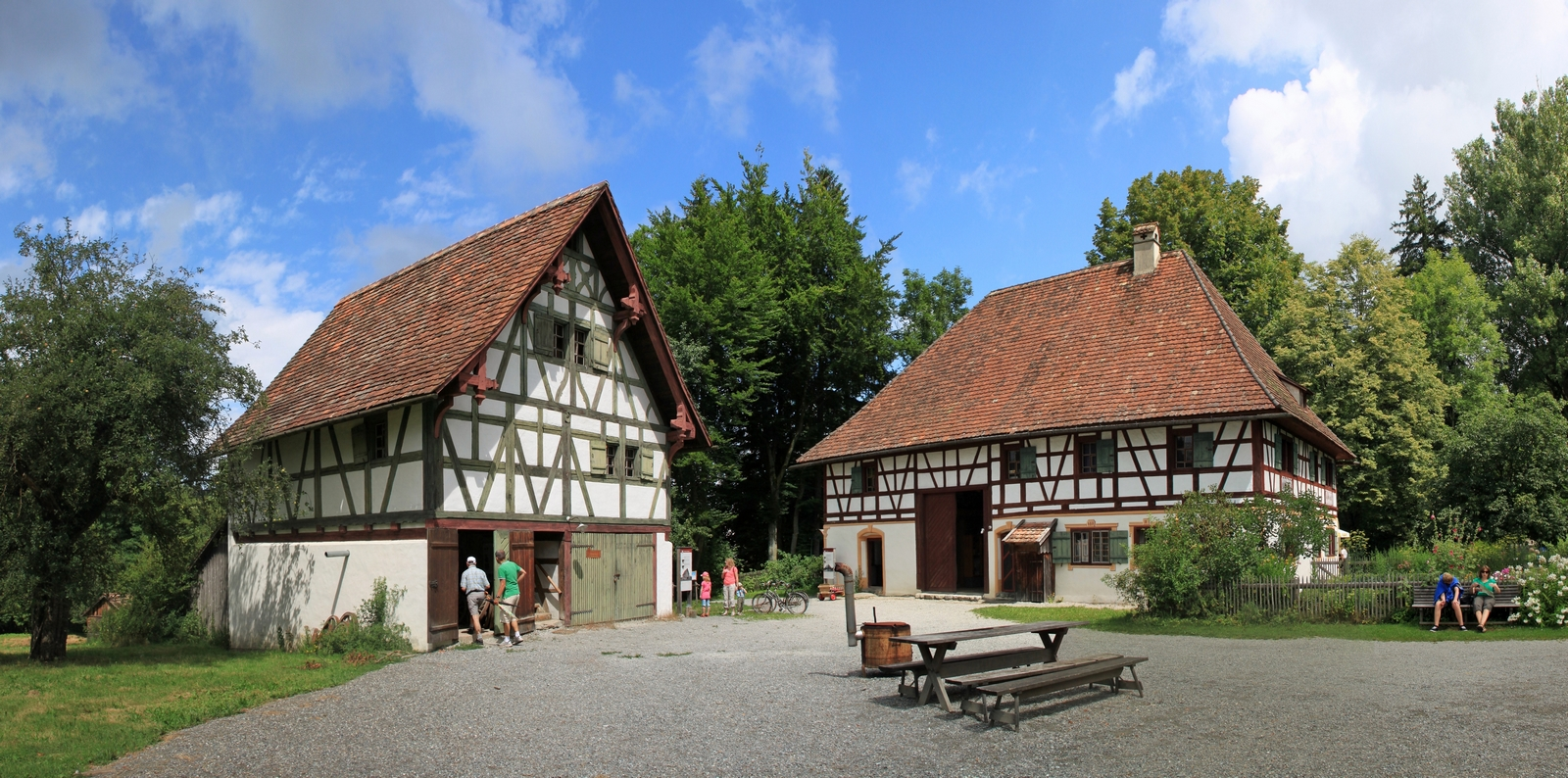
Bauernhaus-Museum Allgäu-Oberschwaben Wolfegg: Blick auf das Fischerhaus (rechts) und den Kornspeicher (links). Das Fischerhaus entstand 1788 am heutigen Standort, der Kornspeicher wurde um 1760 im Weiler Winnenden nahe Ebersbach-Musbach als Nebengebäude eines Gehöftes errichtet.

Das Bauernhaus-Museum Allgäu-Oberschwaben Wolfegg in Wolfegg im Landkreis Ravensburg zeigt über zwanzig historische Gebäude aus Oberschwaben und dem württembergischen Allgäu auf einem 12 Hektar großen Gelände, auf dem auch zahlreiche Tiere aus der Landwirtschaft leben.
Träger des Freilichtmuseums ist seit 2003 der Landkreis Ravensburg, es wird zusammen mit Schloss Achberg als Eigenbetrieb geführt.

## Geschichte
Gegründet wurde das Freilichtmuseum 1978, nachdem zwei Jahre zuvor die Fördergemeinschaft zur Erhaltung des ländlichen Kulturgutes e. V. gegründet worden war. Mit dem Museum sollte ein Beitrag zur Präsentation und Bewahrung der regionaltypischen Hauslandschaft geleistet werden.
Die Eröffnung erfolgte 1978. Den Museumskern bildeten damals das Fischerhaus und der Wohnspeicher Lauben. Bis Mitte der 1990er Jahre erfolgte eine intensive Erweiterung des Museumsbereiches, indem mehrere Hofanlagen nach Wolfegg umgesetzt wurden. Parallel erfolgte der Aufbau einer Sammlung von Gegenständen der ländlichen Alltagskultur.
1991 wurde das Museumsgelände durch Einbeziehung benachbarter Grundstücke deutlich erweitert. Das größere Gelände ermöglichte nun die Einbettung der historischen Gebäude in eine entsprechend angelegte regionaltypische Kulturlandschaft. Neben der weitgehend in den Gebäuden dokumentierten Alltagskultur konnten nun auch traditionelle landwirtschaftliche Anbaumethoden samt den zugehörigen Kulturpflanzen dokumentiert werden.

## Gebäudeübersicht
Die angegebenen Nummern entsprechen den offiziellen Bezeichnungen im Museumsplan.
| Nr.   | Bild | Bezeichnung          | Baujahr | ursprünglicher Standort         | Anmerkung |
| ----- | ---- | -------------------- | ------- | ------------------------------- | --- |
| 01    |      | Zehntscheuer         | um 1430 | Schlier-Gessenried              | Der Zehntscheuer ist derzeit (Stand 2013) das älteste Gebäude des Museums. Er befand sich bis 1895 im Klostergelände Weißenau, bevor er nach Gessenried umgesetzt und in verkürzter Form aufgebaut wurde. 1999 erfolgte der Wiederaufbau im Museum Wolfegg. Der Scheuer diente ursprünglich als Getreide- und Heulager sowie als Stall. Heute beherbergt das Gebäude das Eingangshaus des Museums.                                                    |
| 01a   |      | Ausstellungspavillon | modern  |                                 | Moderner Ausstellungspavillon für Sonderausstellungen (im Hintergrund die Zehntscheune) |
| 02    |      | Windrad              | 1907    | Kißlegg-Waltershofen            | Das in Dresden produzierte Windrad arbeitete seit 1907 auf einem Einödhof nahe Waltershofen. Mit ihm wurde Grundwasser in ein Hochreservoir gepumpt und von dort über eine Wasserleitungssystem auf dem Hof verteilt. Im Jahr 2000 erfolgte die Umsetzung nach Wolfegg. |
| 03    |      | Blaserhof            | 1712    | Waldburg                        | Das Haus wurde ursprünglich als eingeschossiges und teilunterkellertes Bauernhaus in Ständerbohlenbauweise errichtet. 1844 erfolgte ein Umbau mit Aufstockung der Nordseite. 1904 wurde auch die Südseite aufgestockt. Das seit mehreren Jahren leer stehende Gebäude wurde ab 2009 in den Eingangsbereich des Museum Wolfegg umgesetzt. Es beherbergt unter anderem die Museumsverwaltung.                                                           |
| 03a   |      | Bienenhaus           | 1903    | Wangen im Allgäu-Schwarzenbach  | Das Gebäude mit quadratischem Grundriss, ein typischer Vertreter der Bienenhausarchitektur um 1900, bot ursprünglich Platz für 36 Bienenvölker. |
| 04    |      | Ziegelstadel         | 1831    | Gurben bei Bad Wurzach          | Der Stadel wurde als Scheune in Gurben errichtet und 1903 nach Hauerz umgesetzt. Nach Umsetzung wurde darin Seegras verarbeitet. Später diente das Haus als Lager einer Zimmerei. |
| 05    |      | Haus Andrinet        | 1740    | Leutkirch im Allgäu-Urlau       | Das Haus wurde als Landweberhaus erbaut, diente ab 1900 aber zunehmend als reines Wohnhaus. Es verkörpert den Typ des Allgäuer Flachdachhauses und hatte ursprünglich ein sogenanntes Landerndach. Das Gebäude zeigt die Einrichtung seiner letzten Bewohnerin Pauline Andrinet aus den 1970er Jahren mit einem offenen Herd; einen Wasser- und Stromanschluss hatte sie nie. Die Umsetzung nach Wolfegg erfolgte 2004/05.                            |
| 06    |      | Fruchtkasten         | um 1745 | Weitprechts bei Bad Wurzach     | Der Kornspeicher entstand Mitte des 18. Jahrhunderts auf einem Hof in Weitprechts. Später wurden darin neben Getreide auch landwirtschaftliche Geräte gelagert. |
| 07    |      | Haus Häusing         | 1734    | Häusing bei Amtzell             | Das Haus wurde als Lehnshof des Klosters Weißenau erbaut und diente als Wohnhaus. Die Kellerräume und das Dachgeschoss wurden als Lager genutzt. Die Nutzung des Gebäudes endete in den 1980er Jahren. Später erfolgte die Umsetzung nach Wolfegg, wo das Haus 2004 wieder eröffnet wurde. |
| 08    |      | Remise               | um 1920 | Häusing bei Amtzell             | Neben dem Hauptgebäude befindet sich eine Remise, die um 1920 als Nebengebäude der Hofanlage Häusing entstand. Sie diente zum Unterstellen landwirtschaftlicher Geräte und Fahrzeuge. |
| 15    |      | Hühnerstall          | 1981    |                                 | Der Hühnerstall wurde in Anlehnung an den typischen Stil ähnlicher Geflügelstände des württembergischen Allgäus errichtet. |
| 16    |      | Wohnspeicher         | um 1690 | Lauben bei Leutkirch            | Das Nebengebäude eines Bauerngehöftes wurde als Wohn- und Lagergebäude genutzt. Es diente im Laufe der Geschichte dem Altbauern sowie den Geschwistern des Hofbesitzer als Wohnhaus. In der Remise wurden Landwirtschaftliche Geräte untergestellt. weitere Nebenräume dienten der Getreidelagerung. Der Wohnspeicher gehörte zusammen mit dem Fischerhaus zu den ersten 1978 in Wolfegg zugänglich gemachten Gebäuden.                               |
| 17    |      | Hof Reisch           | 1780    | Danketsweiler bei Horgenzell    | Das stattliche Bauernhaus war einst das Hauptgebäude des bedeutendsten Gutes in Danketsweiler. Das große Wohn-Stall-Gebäude wurde bis 1979 bewirtschaftet und von 1989 bis 1995 nach Wolfegg umgesetzt. |
| 18    |      | Trafostation         | um 1915 | Wassers                         | Die Oberschwäbischen Elektrizitätswerke errichteten das Gebäude im Wolfegger Ortsteil Wassers und versorgten diesen damit erstmals mit elektrischem Strom. |
| 18    |      | Notstand             | um 1925 | Baindt                          | Der Notstand wurde von einem Schmied errichtet; hier waren Beschlag und Klauenpflege bei Ochsen und Kühe einfacher zu erledigen. |
| 20    |      | Backhaus             | um 1730 | Bergatreute                     | Das kleine Backhaus stand einst auf dem Maierhof Bergatreute und war bis 1953 in Betrieb. Im Erdgeschoss befand sich der Backraum, darüber war eine Wohnung eingerichtet. Sie diente anfangs dem Altbauern, dann Knechten, armen Familien, Kriegsgefangenen und evakuierten Familien als Heim. 1985 wurde das Gebäude nach Wolfegg umgesetzt. Es ist im Zeitschnitt um 1900, die Knechtwohnung nach Aussagen einer früheren Besitzerin, eingerichtet. |
| 21    |      | Wohnspeicher         | um 1760 | Winnenden bei Ebersbach-Musbach | Das Nebengebäude eines Bauerngehöftes im Weiler Winnenden erfüllte vielfältige Funktionen. Es diente der Lagerung von Obst und Getreide sowie der Unterstellung landwirtschaftlicher Geräte. Zudem war im Obergeschoss eine kleine Wohnung untergebracht. Das Haus ist seit 1980 ein Teil des Museums Wolfegg. |
| 22    |      | Fischerhaus          | 1788    | Wolfegg                         | Das Fischerhaus wurde 1788 am heutigen Standort als Wohn- und Wirtschaftsgebäude des Hoffischers der Grundherrschaft Waldburg-Wolfegg erbaut. Das Gebäude bildete 1978 den Grundstock des Museums. |
| 23    |      | Fischhälterei        | 1902    | Wolfegg                         | Die Fischhälterei wurde am heutigen Standort als Nebengebäude des Fischerhauses. Hier waren die Fischzuchtbecken untergebracht. Zur Fischaufzucht diente auch der kleine Weiher neben dem Gebäude. Heute beherbergt das Haus den Museumsladen. |
| 24    |      | Viehwaage            | um 1900 | Eggmannsried                    | Der Wirt des Eggmannsrieder Gasthauses Lamm war zugleich Wiegemeister. Hauptviehwiegetage waren Montag zum Rinder- und Samstag zum Schweineauftrieb. Die Tagesquote lag vor dem Ersten Weltkrieg bei etwa 100 Tieren, später waren es bis zu 60 Tiere. Der Wiegebetrieb wurde um 1965 eingestellt. |
| 25    |      | Spritzenhaus         | um 1900 | Illerbachen                     | |
| 26/27 |      | Winkel-Bienenstand   | um 1920 | Reute bei Amtzell               | |
| 28    |      | Stallscheuer         | 1724    | Richlisreute bei Schlier        | Die Scheune diente als Getreide- und Futterlager sowie Viehstall und Remise eines Bauernhofes. Die Umsetzung nach Wolfegg erfolgte 1985. |
| 29    |      | Haus Füssinger       | 1705    | Siebratsreute bei Waldburg      | Das Haus war ursprünglich das Wohngebäude einer bäuerlichen Hofanlage. Es beherbergte zudem eine Branntweinbrennerei, eine Mosterei, den Schweinestall und die Ausgedingekammer des Altbauern. Das Haus Füssinger wurde 1980 nach Wolfegg umgesetzt. |
| 30    |      | Schopf               | um 1784 | Flunau bei Neukirch             | Das Lagergebäude diente als Nebengebäude eines Bauernhofes und beherbergte kurzzeitig auch die Dorfkäserei. Seit 1984/85 befindet sich das Haus in Wolfegg. |

## Tiere im Museum
Das Museum hält derzeit (2018) Gänse, Enten, Ziegen und Schweine regionaler Rassen. Darüber hinaus grasen im Sommer einige Allgäuer Kühe eines benachbarten Bauern auf den Museumswiesen.

Tiere im Bauernhausmuseum
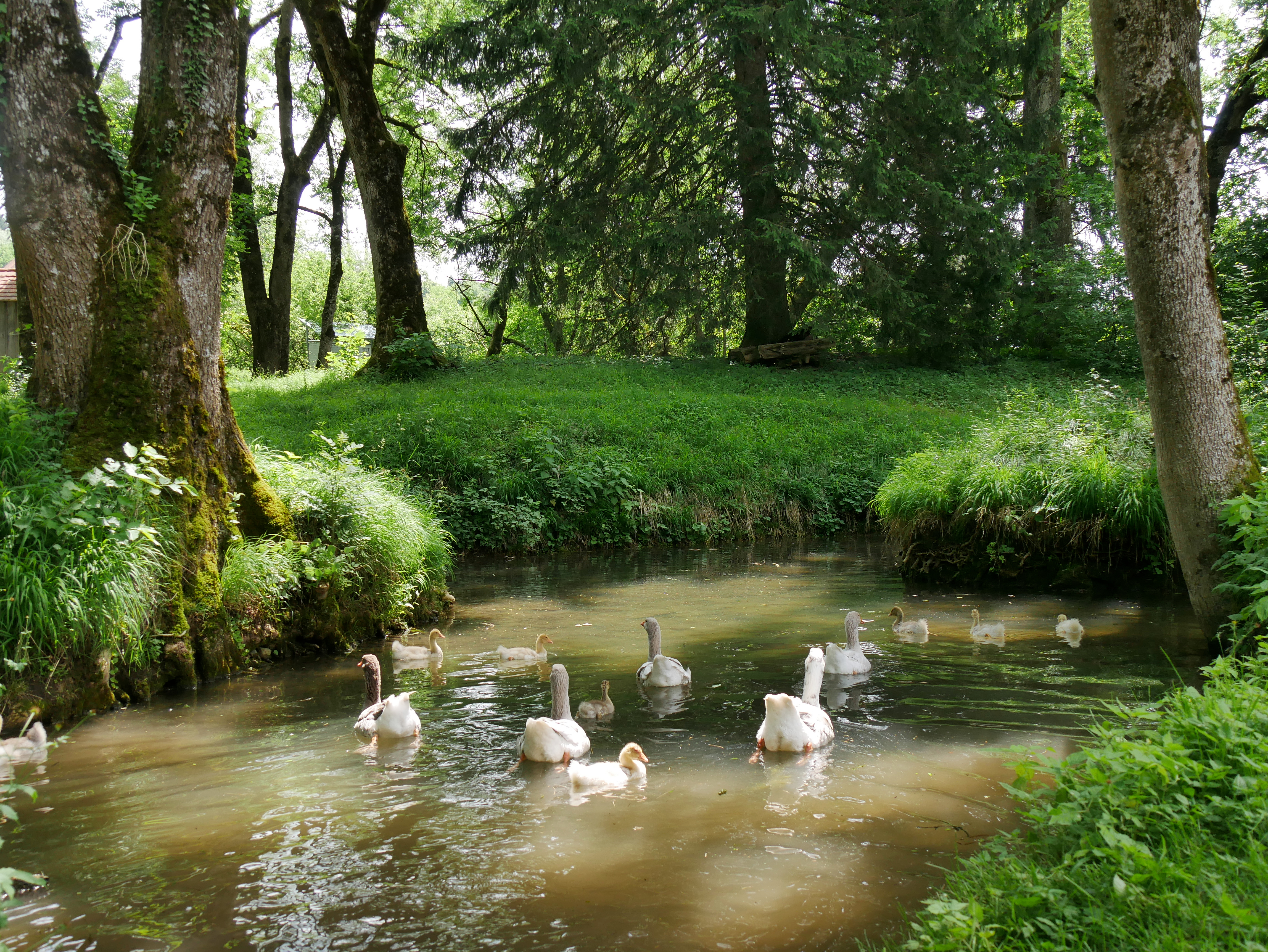
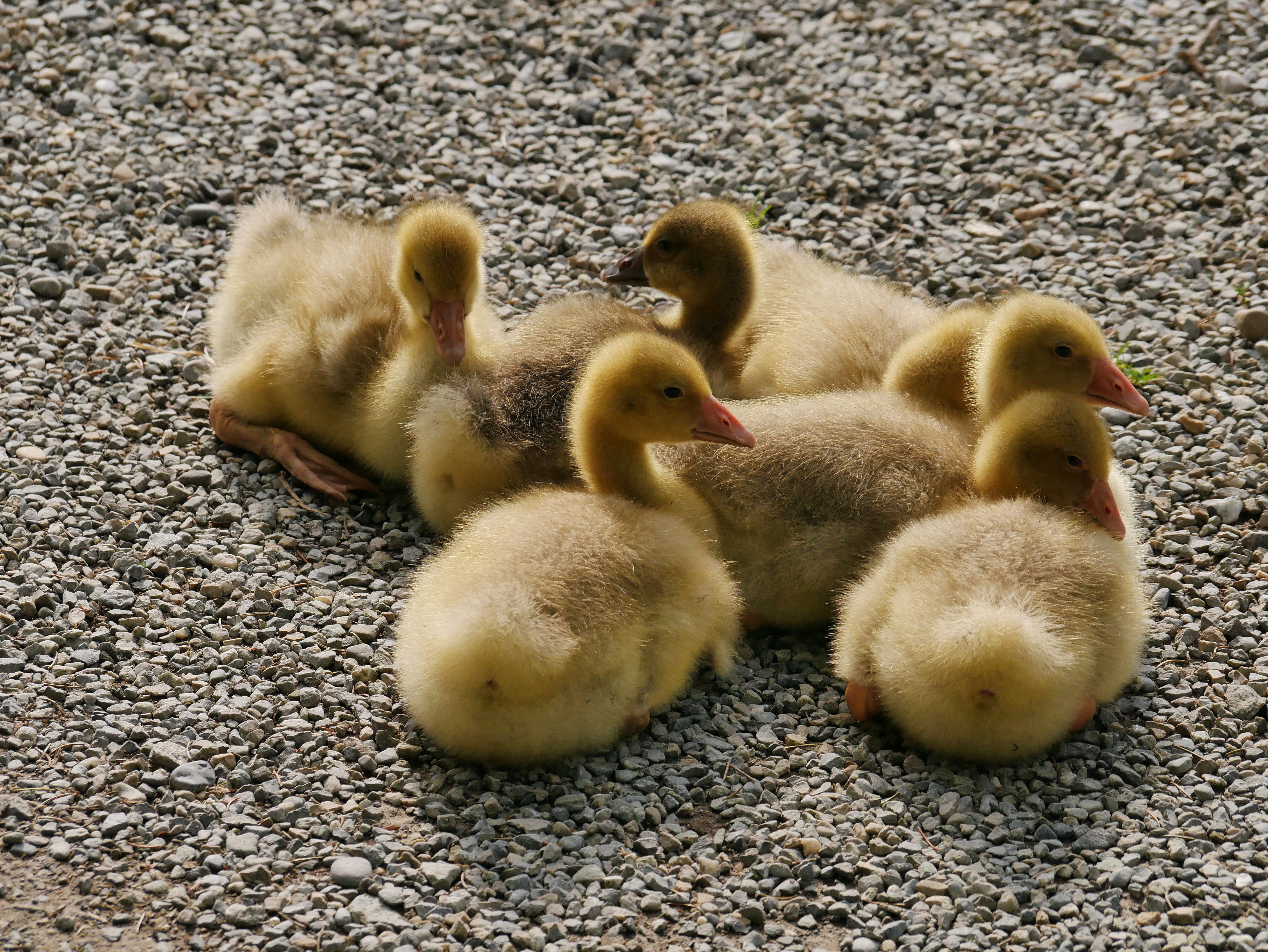
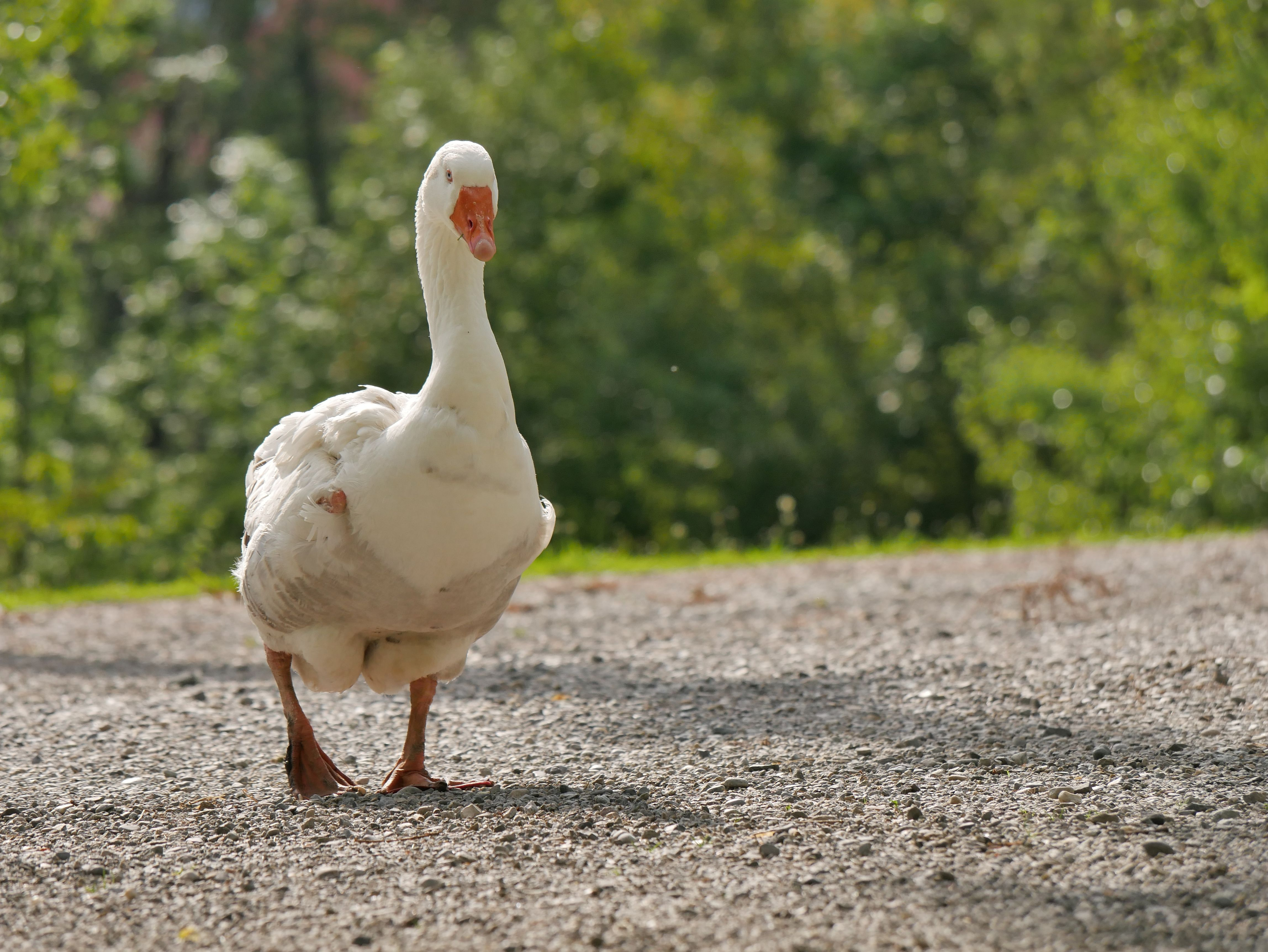
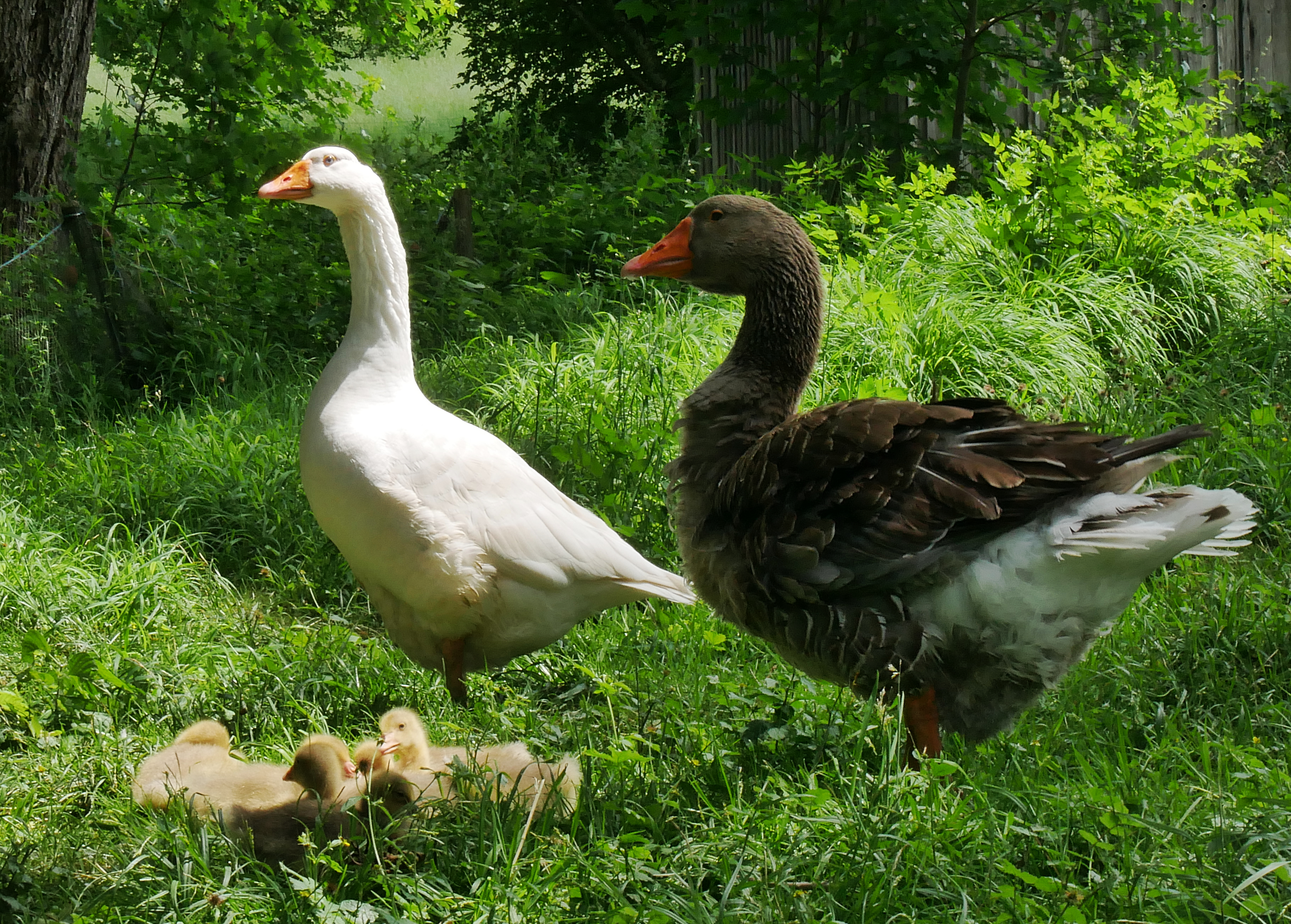